# Прозорово (Тверская область)

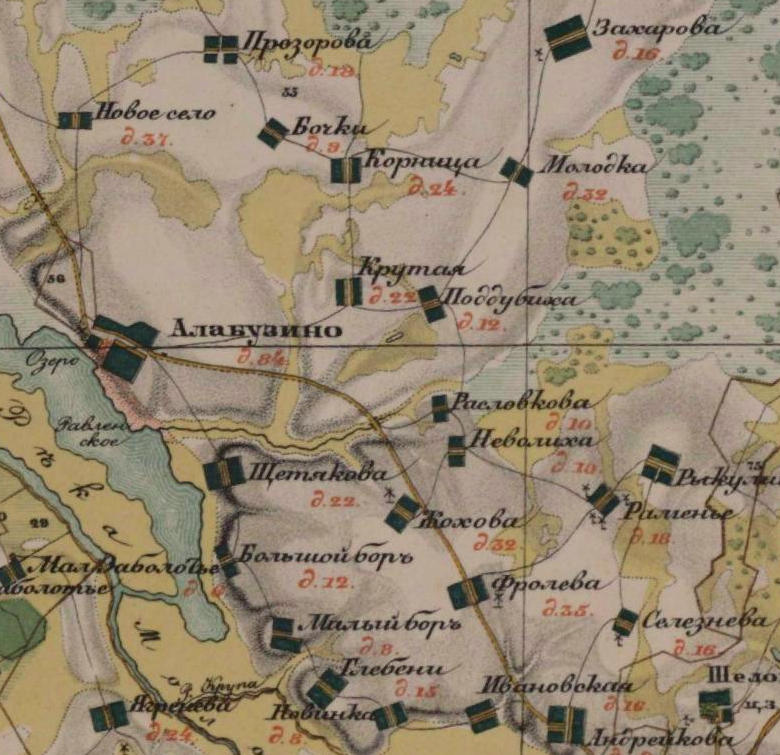
Карта окрестностей д. Прозорово. Сост. в 1848 и 1849 чинами Межевого ведомства Тверской губернии и офицерами топографов воен. ведомства под наблюдением генерал-майора А. И. Менде

Прозо́рово — деревня в Бежецком муниципальном округе Тверской области. До апреля 2023 г. входила в состав упраздненного Фралёвского сельского поселения.

## Географические данные
Находится в 10 километрах к северу от Бежецка и 6 километрах к северу от Фралёва.

## Топоним
Название восходит к имени Прозор «предусмотрительный, прозорливый», «высокое место с широким видом».

## История
Первые упоминания деревни датируются 1627 годом.
По данным переписи 1709 года деревня принадлежала Московскому Новодевичьему монастырю. Секуляризационная реформа 1764 года, проведённая Екатериной II, освободила жителей деревни от монастырской зависимости и перевела их в разряд «экономических крестьян».
До административно-территориальной реформы 1919 года деревня была в составе Новской волости Бежецкого уезда.
Жители деревни были прихожанами Троицкой (постройки конца XVIII века) и Смоленской (постройки начала XIX века) церквей села Алабузино, находившихся в 3 верстах от деревни.
В 1859 г. в деревне «при пруде и колодцах» было 19 дворов и проживало 112 человек: 53 мужчины и 59 женщин. Деревня считалась «казенной» (в ней жили государственные крестьяне).
1887 г: деревня на равнине, 19 дворов, 15 колодцев, 2 пруда. Население — 107 человек: 56 мужчин и 51 женщина. Число семей — 20, безземельных семей нет. Грамотных нет,  учащихся — один мальчик. Число скота: лошадей — 21, коров и быков — 46, овец — 18, свиней — четыре. Безлошадных хозяйств — два, хозяйств без коров нет.
В качестве подсобного промысла жители деревни зимой занимались изготовлением грабель.
В 1901 г. в деревне было 15 дворов и проживали 61 мужчина и 69 женщин.
В 1915 г. деревня насчитывала 24 двора.
Жители (уроженцы) села в составе русской армии принимали участие в боевых действиях во время Первой мировой войны 1914-1918 годов. Среди них были:
| № | Фамилия, имя, отчество       | Место службы                                        |                  |
| - | ---------------------------- | --------------------------------------------------- | ---------------- |
| 1 | Буров Илья Константинович    | 2 Крепостн. пех. полк Морской крепости, рядовой     | болен            |
| 2 | Гусев Александр Петрович     | Лейб-гвардии Измайловский полк, ратник лейб-гвардии | ранен/контужен   |
| 3 | Гусев Владимир Никитич       | 193-й пехотный Свияжский полк, рядовой              | пропал без вести |
| 4 | Скрипачёв Иван Яковлевич     | 88-й пехотный Петровский полк, мл. унтер-офицер     | ранен/контужен   |
| 5 | Скрипачов Григорий Яковлевич | 175-й пехотный запасной полк, рядовой               | болен            |
| 6 | Хрущёв Андрей Ильич          | 643-й пехотный Соликамский полк, рядовой            | болен            |

В 1919 году в был создан Прозоровский сельсовет в качестве административно-территориальной единицы Алабузинской волости Бежецкого уезда. Сельсовет был упразднен не позже 1927 г.
В советское время жители деревни состояли в колхозе «Парижская Коммуна». Колхоз специализировался на выращивании льна на волокно и семена.
Во время Великой Отечественной войны на фронте погибли и пропали без вести восемь жителей деревни .

## Население
| 2008 | 2010 |
| ---- | ---- |
| 0    | ↗1   |

## Известные уроженцы, жители
Уроженцы деревни Гусев Матвей Степанович, Гусев Иван Степанович, Егорова Александра Фёдоровна, Скрипачёва Мария Матвеевна за получение высоких урожаев льна в 1948 году были удостоены звания Героя Социалистического Труда и награждены орденами Ленина.
В деревне бо́льшую часть жизни прожила Герой Социалистического Труда —Скрипачёва Александра Яковлевна, уроженка деревни Корницы.

## Инфраструктура
До конца 1960-х годов в деревне работала начальная школа, в последующие годы дети посещали восьмилетнюю в селе Захарово.

## Транспорт
С соседними населенными пунктами деревню соединяют только просёлочные дороги. Ближайшие шоссейные дороги проходят через села Алабузино (Бежецк — Поречье) и Захарово (Бежецк — Ляды).